# Codice Angelo
Codice Angelo (Angelo la Débrouille) è un cartone animato francese realizzato in CGI-3D da TeamTO e Cake Entertainment, in coproduzione con France Télévisions, Télétoon+, Super RTL e hcCartoon Network EMEA ed è attualmente composta da 5 stagioni: la prima è composta da 78 episodi da 7 minuti, la seconda è composta da 49 episodi da 11 minuti (di cui 3 episodi speciali di durata doppia), la terza composta da 49 episodi da 11 minuti (di cui 4 episodi speciali di durata doppia) e le altre due composta da 49 episodi da 11 minuti. Il 25 marzo 2021 è stata annunciata una quinta stagione, da 46 episodi da 11 minuti, anticipata dallo speciale natalizio di 60 minuti "Angelo la débrouille: Réveille-toi! C'est Noël!", uscito su Canal+ il 13 dicembre 2021. Quest'ultima stagione è in onda su France 4 dal 31 agosto 2022.
In Francia la serie è andata in onda su France 3 e Télétoon+ dal 5 aprile 2009, mentre in Germania viene trasmessa su Super RTL ed in Europa su Cartoon Network. In Italia la prima stagione è andata in onda su Rai Gulp dall'11 maggio 2010 con 39 episodi contenenti due episodi originali ciascuno. La seconda stagione è andata in onda su Pop dal 20 novembre 2017, cambiando lo studio di doppiaggio, per questo tutti i doppiatori sono stati cambiati La terza, la quarta e la quinta stagione sono attualmente inedite.

## Trama
Angelo Lowrence è un ragazzino di 11 anni che insieme ai suoi 2 migliori amici Sherwood e Lola, è sempre pronto a escogitare qualche piano strategico per aiutare i suoi amici e familiari in difficoltà.

## Personaggi principali
- Angelo: doppiato in italiano (1 stagione) Stefano Pozzi (2 stagione) Alessio Puccio. E' Il protagonista della serie, ha 11 anni, è molto intelligente, anche se a scuola non rende molto, lui escogita sempre dei piani complicati con i suoi 2 migliori amici per uscire dai guai, anche se poche volte funzionano, gli piace fare scherzi e andare sulla skateboard. È il figlio di mezzo della famiglia Lowrence.
- Sherwood (in originale Victor): doppiato in italiano (1 stagione) Massimo Di Benedetto  (2 stagione) Stefano Broccoletti. È il migliore amico di Angelo da quando avevano 2 anni, è molto intelligente, è molto cauto, ed è molto bravo negli sport. E l'unico personaggio a cambiare abbigliamento durante gli episodi, a volte indossa una camicia bianca, altre volte una gialla e arancione. È il migliore studente della classe.
- Lola: doppiata in italiano (1 stagione) Jenny De Cesarei, (2 stagione) Joy Saltarelli. È l'altra migliore amica di Angelo, è anche la sua vicina di casa sta quasi sempre al telefono, ha i capelli rosa e ha una cugina adolescente di nome Cindy per cui Angelo ha un cotta.

## Personaggi secondari
- Elena (in originale Alvina): È la sorella maggiore di Angelo, è adolescente, molto vanitosa e antipatica, lei è Angelo discutono molto spesso ma si vogliono bene anche se non lo ammettono, infatti di tanto e tanto si aiutano a vicenda, ha un fidanzato di nome Hunter col quale ha una relazione tira e molla, e dalla seconda stagione si taglia i capelli. Litiga anche con gli amici di Angelo anche se con Lola va un po' d'accordo. Dalla terza stagione comincia ad andare più d'accordo con Angelo. È molto piena di risorse.
- Signor Zonka:  Doppiato da Pietro Ubaldi (stagione 1). È l'allenatore della scuola di Angelo. Molto atletico.
- Sr Foot: È L'insegnante di Angelo, Sherwood è il suo migliore studente. È molto serio, e ha una cotta per la Signorina Perla. È lo zio di Tracy e quest'ultima lo chiama "Zio Foot".
- Perla: L'insegnante d'arte, il Sr Foot ha una cotta per lei. È molto gentile e disponibile, e piace a tutti i suoi studenti.
- Pastafrolla (in originale Bertrand-François): È un amico di Angelo, è molto timido e maldestro, Angelo e i suoi amici lo aiutano in molte occasioni, e il fratello minore di Hunter, il fidanzato di Elena. È la vittima preferita di Manetti.
- Peter (in originale Pierre): È il fratello minore di Angelo e Elena, ha 5 anni ed è molto pestifero, gli piace molto Lola.
- Walter Manetti: Viene chiamato semplicemente Manetti, è il bullo della scuola, è molto stupido, e viene messo quasi ogni sabato in punizione. In un episodio si è innamorato temporaneamente di Elena.
- Hunter: È il fratello maggiore di Pastafrolla, lavora al parco avventura, ed è il fidanzato di Elena. È molto spaccone.
- Tracy (in originale Gladys): doppiata da Chiara Oliviero. È la nipote del Sr. Foot, appare per la prima volta nella seconda stagione non ha amici, e fa sempre la spia, è la sorvegliante dei corridoi, lei e Angelo sono nemici giurati, molte volte cerca di far mettere Angelo nei guai quando non ha nemmeno fatto danni, ma a volte si ritrova a dover fare squadra con lui. A volte cerca di fare amicizia con Lola. Col tempo si prenderà addirittura una cotta per Angelo.
- Ethan: È un ragazzino di origine asiatiche, è il migliore amico di Pastafrolla.
- Ajay: Un compagno di classe di Angelo, appare per lo più come comparsa.
- Candy: Un'amica di Lola, ha i capelli biondi, ed è molto sensibile e si spaventa facilmente.
- Monica: È la migliore amica di Candy, è l'editrice del giornale scolastico, ha l'atteggiamento da perfezionista e questo da molto fastidio ai suoi amici, ma in realtà è molto gentile, Pastafrolla ha una cotta per lei, che Monica sembra ricambiare.
- David Lowrence: È il padre di Angelo, Elena e Peter, è molto disponibile e leale, ma sa essere un po' impulsivo, e anche ingenuo, non è capace di prendere decisioni importanti, e a volte è una pedina nei complotti di Angelo.
- S.ra Lowrence doppiata da Barbara Sacchelli (2° stagione): È la madre di Angelo, Elena e Peter, è la più responsabile della famiglie, lavora in una galleria d'arte. Non si sa il suo nome.
- Schmitty: È un giovane adulto che lavora alla mensa della scuola, molto amichevole, aiuta molto spesso Angelo nei suoi piani senza alcun problema.
- Alonzo: Uno studente delle medie, molto bravo negli sport ma molto spaccone.
- Clyde: Il migliore amico di Alonzo, anche lui molto atletico e spaccone, ma molto più calmo.
- Brandy: Una ragazza atletica, che ha una cotta segreta per Hunter.

## Altri personaggi
- Cooper Manetti: È il fratello minore di Manetti, ed è il migliore amico di Peter, come suo fratello è molto forte, nonostante abbia solo 5 anni.
- Signore Anziano: È il vicino anziano di Angelo, adora il giardinaggio, nonostante la sua età è abbastanza agile, è anche estremamente competitivo, e sfida molto spesso Angelo è i suoi amici, ma a volte li aiuta in cambio di favori.
- Cathy: È una signora che gestisce un chiosco locale, vende cupcakes e crostate, ha un forte temperamento, ha una gatta di nome Tiramisù.
- Ollie Van Dunk: E' un Skater molto famoso idolatrato da Angelo e i suoi amici.
- Gli Slobber (a volte chiamati anche Gli Sbavosi): sono un duo Punk rock britannico, composto da due fratelli Alex & Eddy, sono molto popolari.
- Gigi: È la nipotina della Signorina Perla, in età prescolare.
- Cindy: È la cugina più grande di Lola, appare solo nelle vignette animate, Angelo ha una cotta per lei, anche se lui lo nega, a volte Lola e Sherwood tendono a prenderlo in giro per questo.
- Gio Mamma: È il gatto della famiglia di Angelo.
- Tiramisù: È la gatta di Cathy, Angelo e Lola si sono presi cura di lei, e in seguito Cathy li ha pagati con dei cupcake gratuiti.

## Episodi
Stagione 1
| nº | Titolo italiano        |
| -- | ---------------------- |
| 1  | In punizione           |
| 2  | Lettiera automatica    |
| 3  | Yak fuori orario       |
| 4  | Operazione pasticcino  |
| 5  | Fuori di festa         |
| 6  | Un mucchio di cocci    |
| 7  | Boxer da combattimento |
| 8  | Verifica a sorpresa    |
| 9  | Pastafrolla            |
| 10 | Viaggio premio         |
| 11 | La ricerca             |
| 12 | Mister Bolle           |
| 13 | Il ladro di merendine  |

| nº | Titolo italiano         |
| -- | ----------------------- |
| 14 | Battaglia medievale     |
| 15 | Vinca "il migliore"     |
| 16 | L'intervallo            |
| 17 | Faccende domestiche     |
| 18 | Cambia canale!          |
| 19 | La coda del drago       |
| 20 | In coda                 |
| 21 | Il piccolo Peter        |
| 22 | Il coniglio di Peter    |
| 23 | Musica sperimentale     |
| 24 | L'ora di supplenza      |
| 25 | Lo stufato              |
| 26 | Il corso di equitazione |

| nº | Titolo italiano        |
| -- | ---------------------- |
| 27 | Pigiama Party          |
| 28 | Lo starnuto            |
| 29 | Edizioni limitate      |
| 30 | Giudice di gara        |
| 31 | La rottura             |
| 32 | Finto malato           |
| 33 | Regalo di compleanno   |
| 34 | La cinque chilometri   |
| 35 | Tutti al mare!         |
| 36 | La collezione          |
| 37 | La cotta di Manetti    |
| 38 | Impresa impossibile    |
| 39 | Un ospite indesiderato |

Stagione 2
| N°                   | Titolo italiano                  | Data Italia      |
| -------------------- | -------------------------------- | ---------------- |
| 1                    | Giocattoli in vendita            | 20 novembre 2017 |
| 2                    | Sponda-palla                     | 20 novembre 2017 |
| 3                    | Ninna nanna                      | 21 novembre 2017 |
| 4                    | Aguzza l'ingegno                 | 21 novembre 2017 |
| 5                    | Cappellino cool                  | 22 novembre 2017 |
| 6                    | Basta videogiochi!               | 22 novembre 2017 |
| 7                    | Rischio spoiler                  | 23 novembre 2017 |
| 8                    | Come fermare un attacco alieno   | 23 novembre 2017 |
| 9                    | Doy in tutte le lingue del mondo | 24 novembre 2017 |
| 10                   | Operazione Acquapark             | 24 novembre 2017 |
| 11                   | Buddy Page                       | 27 novembre 2017 |
| 12                   | Fiera dei giocattoli             | 27 novembre 2017 |
| 13                   | La battaglia dei libri           | 28 novembre 2017 |
| 14                   | Sarò un ninja                    | 28 novembre 2017 |
| 15                   | Ping Pong                        | 29 novembre 2017 |
| 16                   | Meglio il basket!                | 29 novembre 2017 |
| 17                   | Ondata di caldo                  | 30 novembre 2017 |
| 18                   | Giochi in famiglia               | 30 novembre 2017 |
| 19                   | Il bambino più divertente        | 1 dicembre 2017  |
| 20                   | La TV in sala                    | 1 dicembre 2017  |
| 21                   | Il telecomando rotto             | 4 dicembre 2017  |
| 22                   | Cattura quel gatto               | 4 dicembre 2017  |
| 23                   | Popolarità                       | 5 dicembre 2017  |
| 24                   | Da porta a porta                 | 5 dicembre 2017  |
| 25                   | Quando Peter attacca!            | 6 dicembre 2017  |
| 26                   | Gioco del silenzio               | 6 dicembre 2017  |
| 27                   | Pulizie in corso                 | 7 dicembre 2017  |
| 28                   | Tutti in classe!                 | 7 dicembre 2017  |
| 29                   | Dove sono finiti i joystick?     | 8 dicembre 2017  |
| 30                   | Voglia di gelato                 | 8 dicembre 2017  |
| 31                   | Come riprendersi qualcosa        | 11 dicembre 2017 |
| 32                   | Guitar Hero                      | 11 dicembre 2017 |
| 33                   | Karate Kids                      | 12 dicembre 2017 |
| 34                   | Mini Gran Premio                 | 12 dicembre 2017 |
| 35                   | In bocca al lupo!                | 13 dicembre 2017 |
| 36                   | Agli allenamenti                 | 13 dicembre 2017 |
| 37                   | Amici per la pelle               | 14 dicembre 2017 |
| 38                   | In lotta per la stanza           | 14 dicembre 2017 |
| 39                   | Gita da sogno                    | 15 dicembre 2017 |
| 40                   | L'ultimo armadietto              | 15 dicembre 2017 |
| 41                   | Pigiama Party                    | 18 dicembre 2017 |
| 42                   | Piano segreto                    | 18 dicembre 2017 |
| 43                   | Rivoluzione                      | 19 dicembre 2017 |
| 44                   | Passo a passo                    | 19 dicembre 2017 |
| 45                   | Smania di uscire                 | 20 dicembre 2017 |
| 46                   | Pirati dal cosmo                 | 20 dicembre 2017 |
| Episodi da 22 minuti |                                  |                  |
| 47                   | In gara                          | 21 dicembre 2017 |
| 48                   | La scatola di caramelle          | 21 dicembre 2017 |
| 49                   | Amnesia                          | 22 dicembre 2017 |